# Ready 2 Rumble Boxing
Ready 2 Rumble Boxing est un jeu vidéo de boxe sorti en 1999 sur Dreamcast, PlayStation, Nintendo 64 et Game Boy Color. Le jeu a été développé et édité par Midway. Le jeu a reçu le label Sega All Stars sur Dreamcast.

## Les Boxeurs

### Boxeurs du début du jeu
- Afro Thunder : Originaire de New York City, New York.
- Butcher Brown : Originaire du district of Columbia. Après avoir perdu son titre face à Boris Knokimov, il se retire. Il revient pour reconquérir son titre.
- Boris"the bear" Knokimov : Originaire de Zagreb en Croatie. Légende de l’Europe de l'Est.
- Salua : Originaire de Waipahu, Oahu. Après avoir été le plus grand lutteur sumo du monde, il se lance dans la boxe.
- Selene Strike : Originaire de Brasília au Brésil, l'une des deux femmes du jeu.
- Jet "Iron" Chin : Originaire de Taipei, Taïwan. Célèbre star du cinéma Taiwanais.
- Tank Thrasher : Originaire de Guntersville, Alabama.
- Rocket Samchay : Originaire de Bangkok, Thaïlande. Champion dans son pays de Muay Thaï.
- Lulu Valentine : Originaire de Seattle, Washingthon. L'une des deux femmes du jeu.
- Furious Faz Motar : Originaire de Riyad, Arabie Saoudite. Garde du corps de très riches entrepreneurs de la péninsule arabique.
- Big Willy Johnson : Originaire de Chester en Angleterre. Champion du XIIIe siècle, sa venu est mystérieuse.
- Angel "Racing" Rivera : Originaire de Monterrey au Mexique. Invaincu sur le circuit amateur.

### Boxeurs bloqués
- Kemo Claw : Originaire de Gallup, Nouveau Mexique.
- Bruce Blade : Originaire de San Diego, Californie.
- Nat Daddy : Originaire de Las Vegas, Nevada.
- Damien Black : Origine inconnue.
- Jimmy Blood : Originaire de Oamaru, Nouvelle-Zélande.